# Глизе 179
Глизе 179 — звезда в созвездии Ориона на расстоянии около 40 световых лет от Солнечной системы. Это красный карлик класса M3 с вдвое более высокой металличностью, чем Солнце. Вокруг звезды обращается, как минимум, одна планета — газовый гигант, открытый в 2009 году.

## Планетная система
Единственная известная планета имеет следующие характеристики: